# Charlie Rose
Charles Peete "Charlie" Rose, Jr. (nascido a 5 de Janeiro de 1942) é um anfitrião de um talk show e jornalista americano. Desde 1991, apresenta Charlie Rose, um programa de entrevistas distribuído nacionalmente pela PBS desde 1993. Também foi co-pivot do This Morning da CBS desde 2012. Rose também substitui Pelley do Evening with Scott Pelley da CBS, quando este está fora ou com outras tarefas. Rose, juntamente com Lara Logan, apresentou o clássico Person to Person da CBS, um programa novo durante o qual as celebridades são entrevistadas em suas casas, originalmente apresentado de 1953 a 1961, por Edward R. Murrow.

## Juventude
Rose nasceu em Henderson, Carolina do Norte, a única criança de Margaret (nascida Frazier) e de Charles Peete Rose, fazendeiros de tabaco que tinham uma loja no campo. Enquanto criança, Rose viveu sobre a loja dos seus pais em Henderson e ajudou com o negócio de família desde os sete anos. Rose admitiu numa entrevista em Fresh Dialogues que enquanto criança a sua curiosidade insaciável o punha constantemente em sarilhos. Como estrela de basquetebol na escola secundária, Rose entrou na Duke University num curso de medicina, mas um estágio no escritório do Senador Democrático da Carolina do Norte B. Everett Jordan trouxe-lhe o interesse na política. Rose graduou-se em 1964 com um bacharelato em história. Na Duke, foi membro da fraternidade Kappa Alpha Order. Ganhou um Juris Doctor da Escola de Direito da Duke University em 1968. Conheceu a sua mulher, Mary (King), enquanto estava na Duke.

## Carreira
Depois da sua mulher se contratada pela BBC (em Nova Iorque), Rose fez alguns trabalhos, em modo freelance, para a BBC. Em 1972, enquanto trabalhava no banco Bankers Trust em Nova Iorque, Rose aceitou um trabalho como jornalista de fim de semana para a WPIX-TV. O seu "momento" surgiu em 1974, depois de Bill Moyers contratar Rose como editor geral para a série da PBS Bill Moyers' Internacional Report. Em 1975, Moyers nomeou Rose como produtor executivo do Bill Moyers Journal. Rose cedo começou a aparecer na câmara. A Conversation with Jimmy Carter que foi para o ar na série de TV de Moyer U. S. A.: People and Politics, ganhou um Peabody Award em 1976. Rose trabalhou então em vários canais mostrando as suas habilidades em entrevistas até que a NBC se juntou com KXAS-TV em Dallas-Fort Worth e o contratou como gerente de programa e providenciou o horário nobre que se tornou conhecido como "the Charlie Rose show".
Rose trabalhou para a CBS News (1984-1990) como pivot da CBS News Nightwatch, o primeiro programa de notícias tardias do canal, que tinha com regularidade Rose fazendo entrevistas de um para um com pessoas notáveis num formato semelhante ao seu programa anterior na PBS. A emissão de Nightwatch, com a entrevista de Rose com Charles Manson ganhou um Emmy Award em 1987. Em 1990, Rose deixou a CBS para ser pivot de Personalities, uma produção da Fox TV, mas seis semanas em produção e estando infeliz com o populismo do programa com as histórias, Rose saiu. A 30 de Setembro de 1991, Charlie Rose estreou na Thirteen/WNET da PBS e foi sindicada na PBS desde Janeiro de 1993. Em 1994, Rose mudou o programa para um estúdio da Bloomberg Television, que lhe permitiu ter uma maior definição para as entrevistas via satélite.
Rose foi um correspondente para o 60 Minutes II desde o seu início em 1999 até ao seu cancelamento em Setembro de 2005, e foi mais tarde um correspondente do 60 Minutes.
Rose era membro do quadro de directores da Citadel Broadcasting Corporation de 2003 a 2009. Em Maio de 2010, Charlie Rose fez o discurso na North Carolina State University.
A 15 de Novembro de 2011, foi anunciado que Rose iria voltar à CBS para ajudar a apresentar o CBS This Morning, substituindo The Early Show, começando a 9 de Janeiro de 2012, juntamente com os co-apresentadores Gayle King e Norah O'Donell.
Rose entrevistou muitas celebridades, incluindo o presidente sírio Bashar al-Assad (2013), uma entrevista pelo qual ganhou um Peabody Award; o presidente dos Estados Unidos da América Barack Obama e a sua mulher Michelle Obama (2012); o magnata empresarial americano Warren Buffett, o professor de linguísticas do MIT Noam Chomsky (2003), o actor/produtor Leonardo DiCaprio (2004), o comediante John Oliver, o actor Christoph Waltz, o realizador Quentin Tarantino, o actor Bradley Cooper, o CEO da Oracle Larry Ellison; e a monarca iraniana Farah Diba-Pahlavi.

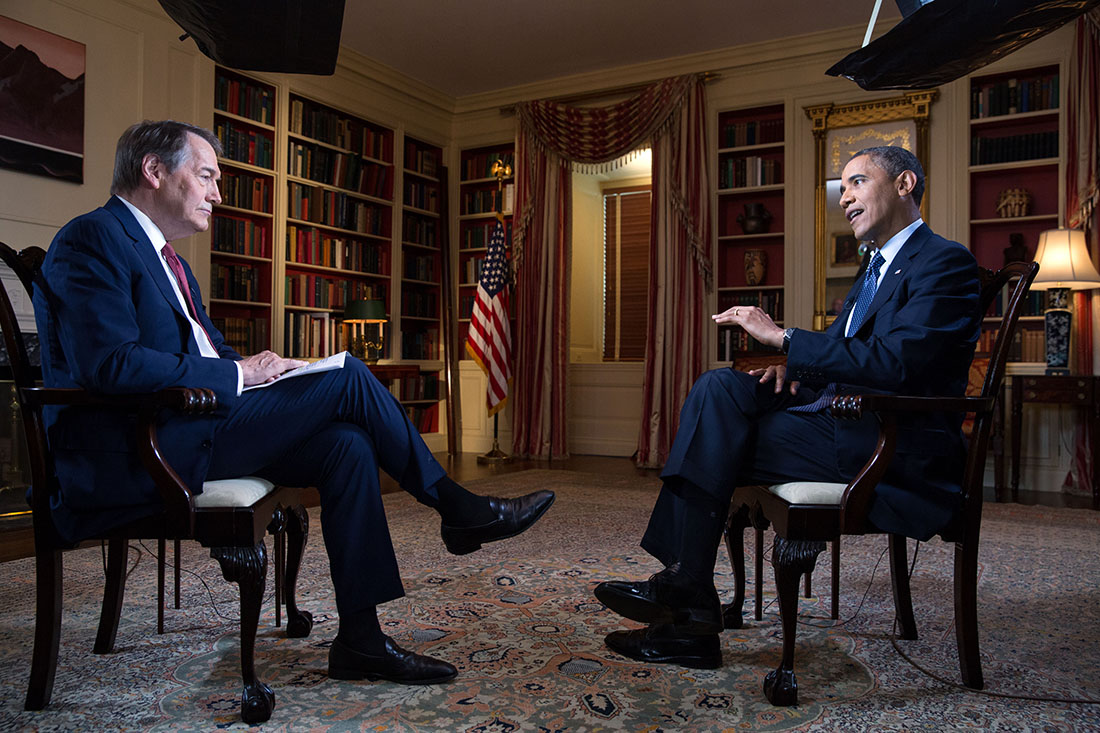
Charlie Rose entrevista o presidente Barack Obama em 2013

### Aparições nas câmaras
Rose apareceu, como ele próprio, no filme Primary Colors (1998), no 2000º episódio do The Simpsons e no filme Elegy (2008). Ele e o seu programa foram caricaturados no filme de Wes Anderson The Royal Tenenbaums (2001). Ele aparece como ele próprio no filme realizado por George Clooney The Ides of March (2011), assim como em episódios de The Good Wife e Breaking Bad, ambos em 2013.

### Influência
O The New York Times disse que Rose encorajou uma discussão entre os líderes da NBC e da Fox que levou, eventualmente, a uma redução mútua de ataques ad hominem entre Keith Olbermann e Bill O'Reilly nos seus respectivos programas novos.
Rose esteve em várias conferências da Bilderberg Group, incluindo reuniões nos Estados Unidos em 2008, Espanha em 2010 e Suíça em 2011.
Rose recebeu um Doctorage's Degree honorário da SUNY Oswego em 16 de Outubro de 2014, durante o anual Lewis B. O'Donell Media Summit, pelas suas contribuições nas transmissões, media e indústria televisiva.

## Vida pessoal
O casamento de 12 anos com Mary Rose (nascida King) terminou em divórcio em 1980. Mary é a cunhada do antigo presidente de Morgan Stanlei, John J. Mack. Desde 1993, a companheira de Rose tem sido a socialite e presidente da Comissão de Planeamento da cidade de Nova Iorque e directora do departamento de planeamento da cidade Amanda Burden, a enteada do fundador da CBS William S. Paley.
A 29 de Março de 2006, depois de ter tido falta de ar na Síria, Rose voou para Paris e foi submetido a uma cirurgia para reparar uma válvula mitral no Georges-Pompidou European Hospital. A sua cirurgia foi feita sob a supervisão de Alain F. Carpentier, um pioneiro na intervenção. Rose voltou ao ar a 12 de Junho de 2006, com Bill Moyers e Yvette Vega (a produtor executiva do programa), para discutir a cirurgia e a recuperação.
Numa entrevista em Fresh Dialogues de 2009, Rose descreveu a sua vida como "fantástica e gloriosa". Ele adicionou, "Eu levanto-me todas as manhãs com uma nova aventura. A aventura é alimentada por pessoas interessantes. Eu tenho uma oportunidade de controlar o meu próprio destino. Eu faço algo que é imediatamente apreciado ou não. Eu recebo opiniões".
Rose tem uma casa em Henderson, Carolina do Norte; uma quinta com 2,33 km quadrados em Oxford, Carolina do Norte; um apartamento com vista sobre o Central Park na cidade de Nova Iorque; uma casa de praia em Bellport, Nova Iorque; um apartamento em Washington, D.C; e um apartamento em Paris, França.